# 河津七瀑布高架橋
河津七瀑布高架橋（日语：／ Nishio sen */?）在靜岡縣賀茂郡河津町的展線

## 相關事項
- 河津町
- 河津七滝（日语：河津七滝）